# Машович, Эрхан
Эрхан Машович (черног. Ерхан Машовић; род. 22 ноября 1998, Нови-Пазар, Рашский округ) — сербский футболист, защитник клуба «Бохум» и сборной Сербии.

## Клубная карьера
Машович — воспитанник клубов «Чукарички». 27 февраля 2016 года в матче против «Радника» он дебютировал за команду в чемпионат Сербии. Летом 2017 года Эрхан перешёл в бельгийский «Брюгге». В 2018 году Машович стал чемпионом Бельгии, так и не сыграв ни минуты за основной состав.
5 октября 2020 года перешёл в немецкий «Бохум».

## Достижения
«Брюгге»
- Чемпион Бельгии: 2017/18